# Albin Gutman

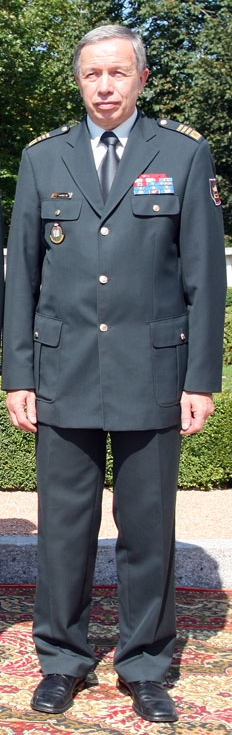
Albin Gutman

Albin Gutman (17 de dezembro de 1947, em Novo Mesto, Eslovénia) é um general esloveno, que é atualmente o General do Chefe do Estado-Maior das Forças Armadas da República da Eslovénia (desde 1 de julho de 2006). Ele foi a única pessoa das Forças Armadas da Eslovênia a ocupar este cargo duas vezes (o primeiro mandato foi de 1993 a 1996).